# One (Neal Morse)
One is een studioalbum van Neal Morse. Het album is een vervolg op zijn eerdere album Testimony.
Net als Testimony is ook dit album een concept album. Belangrijke thema is het bekende Bijbelse verhaal van de Verloren Zoon.
Door de plaat heen is een worsteling tussen de afstand tussen de mens en God, en hoe de mens weer bij God terug kan komen. naast dit thema is ook het thema van eenheid, met God en mensen onderling, prominent aanwezig.

Op Testimony stonden veel korte nummers die in elkaar over liepen, terwijl op dit album juist enkele lange nummers staan met een aantal rustigere kortere nummers. Ook qua stijl is het album steviger, een lijn die ook op de volgende albums doorgezet wordt. De nummers kenmerken zich door een complex karakter. 
Neal Morse heeft ervoor gekozen om het geen dubbelalbum te laten worden. Wel is er een special edition uitgebracht met daarop nummers die het uiteindelijke album niet gehaald hebben alsmede een aantal covers.

## Tracklist
1. "The Creation" – 18:22
2. "The Man's Gone" – 2:50
3. "Author Of Confusion" – 9:30
4. "The Separated Man" – 17:58
5. "Cradle To The Grave" – 4:55
6. "Help Me / The Spirit And The Flesh " – 11:13
7. "Father Of Forgiveness" – 5:46
8. "Reunion" – 9:11

## Tracklist bonus CD (bij de Special Edition)
1. "Back to the Garden" – 4:26
2. "Nothing to Believe" – 3:29
3. "Cradle to the Grave" (Neal's Vocal) – 4:55
4. "King Jesus" – 4:48
5. "What Is Life?" – 4:28
6. "Where the Streets Have No Name" – 5:46
7. "Day After Day" – 3:25
8. "Chris Carmichael's Aria" – 1:07
9. "I'm Free / Sparks" – 6:36

Van de bonus CD waren de eerste 2 nummers eigenlijk onderdeel van het conceptalbum. "Back to the Garden" kan worden geplaatst tussen track 1 en 2, "Nothing to Believe" in tussen track 2 en 3.

## Bandleden
- Neal Morse - producer, gitaar, synthesizer, piano, orgel, zang
- Mike Portnoy - drums
- Randy George - bas

### Overige muzikanten
- Phill Keaggy, Chris Carmichael, Gene Miller, Rick Altizer, Michael Thurman, Rachel Rigdon, Hannah Vanderpool, Dave Jacques, Jim Hoke, Neil Rosengarden, Bill Huber, Glenn Caruba, Aaron Marshall, Missy Hale